# برنارد باروخ
برنارد باروخ (بالإنجليزية: Bernard Mannes Baruch) ثري أمريكي يهودي من رجال المال والدولة. وُلد في الجنوب الأمريكي لعائلة هاجرت من بروسيا لتستقر في الولايات المتحدة عام 1855. تخرَّج في جامعة سيتي كوليج في نيويورك، وانضم في عام 1889 لمؤسسة آرثر هاوسمان للسمسرة ثم أصبح شريكاً بها عام 1896 وعضواً ناجحاً في بورصة نيويورك. وقد نجح باروخ، بفضل قدراته الفائقة في الشئون المالية ودراسته المتعمقة لآليات أسواق المواد الخام مثل الذهب والنحاس والمطاط وغيرها، في جمع ثروة كبيرة بلغ حجمها ثلاثة ملايين من الدولارات (عام 1902).
دخل باروخ مجال العمل العام عام 1916 حيث اختاره الرئيس الأمريكي ويلسون عضواً باللجنة الاستشارية لمجلس الدفاع القومي ثم رئيساً للجنة المواد الخام والمعادن للاستفادة من خبراته ودرايته الواسعة في هذا المجال. وتولَّى خلال الحرب العالمية الأولى رئاسة مجلس صناعات الحرب. وأصبح، من خلال هذا المنصب، المتحكم الفعلي في الاقتصاد الأمريكي خلال فترة الحرب. وبانتهاء الحرب، أصبح باروخ المسـتشار الاقتصـادي الخاص للرئيـس ويلـسون في مؤتمر فرساي للسلام. وقد ظل باروخ منذ ذلك الحين يقدم استشاراته الاقتصادية والمالية والسياسية أيضاً للرؤساء الأمريكيين. وخلال الحرب العالمية الثانية، استعان به الرئيس روزفلت لمواجهة مشاكل النقص في بعض المواد الخام، كما كان ضمن المشاركين في وضع خطط إعادة البناء لفترة ما بعد الحرب. واختير باروخ، عام 1946، ممثلاً للولايات المتحدة لدى لجنة الأمم المتحدة للطاقة النووية، حيث قدَّم مشروعاً حول الرقابة الدولية على الطاقة والأسلحة النووية عُرف باسم «خطة باروخ». ويُعتبَر هذا المشروع أول سياسة أمريكية مُعلنة تجاه هذا الموضوع.
وقد كان باروخ من اليهود المندمجين من أعضاء البورجوازية الأمريكية، وكان يعتبر أن مواطَنته الأمريكية تفوق أي انتماء آخر. ومن هذا المنطلق، عارض الصهيونية ورفض فكرة إقامة دولة على أساس الانتماء الديني. وبالإضافة إلى ذلك، كان باروخ يخشى ما قد تثيره الصهيونية من مسألة ازدواج الولاء ومعاداة اليهود، خصوصاً أنه تعرَّض للهجوم بشكل غير مباشر في مقال نُشر في جريدة ديربورن إنديبندت المملوكة لرجل الصناعة الأمريكي هنري فورد عام 1921 بعنوان « دزرائيلي في أمريكا: يهودي ذو قوة خارقة » وهو تلميح لنفوذه الاقتصادي والسياسي لدى دوائر السلطة الأمريكية. وقد نشرت هذه الجريدة سلسلة من المقالات بين عامي 1920 و1927، هاجمت فيها أعضاء الجماعة اليهودية في الولايات المتحدة واتهمتهم بالسيطرة على اقتصاد البلاد. وقد تراجع فورد عن اتهاماته هذه فيما بعد. ويُفسِّر الكاتب الأمريكي ليني برنر في كتابه اليهود في أمريكا اليوم هذا الهجوم بأنه كان تعبيراً عن مخاوف المؤسسة الرأسمالية الأمريكية البروتستانتية، بعد قيام الثورة البلشفية في روسيا، من سيطرة « رجال المال من اليهود البلاشفة » على اقتصاد البلاد. فمن ناحية كان لتمركز كثير من أعضـاء الجماعـات اليهودية في قطاعـات اقتصادية معيَّنة، مثل: القطاع المصرفي الاستثماري، والصناعات الخفيفة، وصناعة السينما، وتجارة التجزئة، والصحافة، وغير ذلك من الأنشطة المماثلة، ما يعطي انطباعاً بالسيطرة والقوة. وبالفعل، كان المهاجرون من اليهود وأبنائهم قد اتجهوا إلى هذه الأنشطة الاقتصادية التي كانت لا تزال تُعتبَر أنشطة جديدة وتتميَّز بالهامشية نظراً لأن كثيراً من الأنشطة الاقتصادية التقليدية الأخرى لم تكن متاحة أمامهم. وقد كان لميراث اليهود، كجماعات وظيفية مالية، دور في تأهيلهم لاقتحام هذه المجالات بنجاح برغم ما كانت تنطوي عليه من مخاطرة، وقد حقَّق كثير منهم من خلالها بفضل خبراتهم وعلاقاتهم المالية والتجارية الواسعة والمتداخلة ثراءً طائلاً وحراكاً اجتماعياً سريعاً وبروزاً فيها بشكل واضح ولافت للنظر. ومن ناحية أخرى، ارتبط أعضاء الجماعات اليهودية في أذهان الكثيرين بالحركات الثورية والاشتراكية.
وقد جاء كثير من يهود شرق أوروبا الذين تدفقوا على الولايات المتحدة منذ نهايات القرن التاسع عشر حاملين الأيديولوجيات الثورية والاشتراكية، وكانوا من العناصر النشيطة داخل الحزب الشيوعي الأمريكي والحركات العمالية الأمريكية خلال العشرينيات والثلاثينيات من القرن العشرين. وكانت هجرة يهود اليديشية بصفة عامة مصدر قلق في أوساط اليهود المندمجين من أعضاء البورجوازية الأمريكية من أمثال باروخ، لما كانت تثيره ثقافتهم اليديشية وعقائدهم المغايرة وأوضاعهم الطبقية الدنيا من تهديد للمكانة الاجتماعية لأثرياء اليهود ومواقعهم الطبقية. ولذا، فقد تعاملوا مع هذه الهجرة على عدة جبهات؛ فمن ناحية اهتموا بسرعة أمركة المهاجرين الجدد واستيعابهم في النسيج الاقتصادي والثقافي للبلاد، ومن ناحية ثانية اهتموا بتحسين أوضاع يهود أوروبا في أوطانهم الأصلية حتى لا يُضطروا إلى الهجرة، ومن ناحية ثالثة عملوا على إيجاد مناطق أخرى لتوطينهم سواء في فلسطين أو في غيرها. وقد رسم باروخ خطة مفصلة لإعادة توطين يهود أوروبا في المستعمرات البريطانية في أفريقيا أو في أنغولا البرتغالية، كما اقترح عام 1939 تأسيس « الولايات المتحدة الأفريقية » في أوغندا لتكون ملجأ لليهود ولجميع ضحايا الاضطهاد.
ورغم موقفه المعارض بشكل مبدئي للصهيونية، فإننا نجده عام 1947 يؤيد قرار تقسيم فلسطين بل يساهم في الضغط على مبعوث فرنسا لدى الأمم المتحدة لتأييد القرار مهدِّداً إياه بسحب المعونة الأمريكية لفرنسا في حالة رفضها القرار. ولا شك في أن موقفه هذا جاء في إطار المصالح الأمريكية التي كانت تدرك جيداً أهمية كيان استعماري استيطاني إحلالي في المشرق العربي يعمل كقاعدة لها وللمصالح الغربية والرأسمالية في المنطقة حيث كانت المصالح الاقتصادية والطبقية والسياسـية لباروخ وأمثاله في نهـاية الأمر ترتبط بها بشـكل وثيق.
توفى في 20 يونية 1965 في مدينة نيويورك عن عمر يناهز 95 .

## وصلات خارجية
- برنارد باروخ على موقع الموسوعة البريطانية (الإنجليزية)
- برنارد باروخ على موقع مونزينجر (الألمانية)
- برنارد باروخ على موقع ميوزك برينز (الإنجليزية)
- برنارد باروخ على موقع إن إن دي بي (الإنجليزية)
- https://en.wikipedia.org/wiki/Bernard_Baruch
- http://www.elmessiri.com/encyclopedia/JEWISH/ENCYCLOPID/MG3/GZ1/BA08/MD18.HTM